# Funeral (album)
Funeral – debiutancki album kanadyjskiego zespołu Arcade Fire wydany na terenie Kanady i USA 14 września 2004 roku przez wytwórnię Merge Records oraz 25 lutego 2005 w Europie przez Rough Trade Records. Tłumaczenie przewrotnego tytułu wydawnictwa to "pogrzeb". Zostało ono nazwane tak z powodu śmierci dziadka Wina i Williama Butlera, ciotki Richarda Parry'ego oraz babci Régine Chassagne, które nastąpiły krótko przed premierą. Album promowało 5 singli: "Neighborhood #1 (Tunnels)", "Neighborhood #2 (Laïka)", "Neighborhood #3 (Power Out)", "Rebellion (Lies)" oraz "Wake Up". Największy sukces odniósł ten przedostatni, wzbijając się na 19. pozycję w UK Singles Chart. W 2006 roku album był również nominowany do nagrody Grammy za najlepszy album alternatywny.

## Przyjęcie przez krytykę i wyróżnienia
Album zebrał niemal jednogłośne oceny od krytyki, która okrzyknęła go współczesnym klasykiem. Amerykański serwis Metacritic na podstawie 30 recenzji wyliczył średnią ocen 90 na 100 możliwych punktów. Ulokowało to także płytę na 17. miejscu najwyżej ocenianych albumów wszech czasów. Funeral zdobył także inne wyróżnienia, między innymi pierwsze miejsce z 50 najlepszych albumów roku 2004 według portalu Pitchfork Media, szóstą pozycję w liście 100 najlepszych albumów dekady magazynu Rolling Stone, czy też siódmą lokatę w takim samym notowaniu magazynu NME.

## Lista utworów
1. "Neighborhood #1 (Tunnels)" - 4:48
2. "Neighborhood #2 (Laïka)" - 3:31
3. "Une année sans lumière" - 3:40
4. "Neighborhood #3 (Power Out)" - 5:12
5. "Neighborhood #4 (7 Kettles)" - 4:49
6. "Crown of Love" - 4:42
7. "Wake Up" - 5:35
8. "Haiti" - 4:07
9. "Rebellion (Lies)" - 5:10
10. "In the Backseat" - 6:20

## Skład
- Win Butler – śpiew, gitara elektryczna, gitara akustyczna, pianino, syntezator, gitara basowa
- Régine Chassagne – śpiew, perkusja, syntezator, pianino, akordeon, ksylofon, flet, instrumenty perkusyjne
- Richard Reed Parry – gitara elektryczna, syntezator, organy, pianino, akordeon, ksylofon, instrumenty perkusyjne, kontrabas, inżynieria dźwięku
- Tim Kingsbury - gitara basowa, gitara elektryczna, gitara akustyczna
- Howard Bilerman – perkusja, gitara elektryczna, inżynieria dźwięku
- William Butler – gitara basowa, ksylofon, syntezator, instrumenty perkusyjne
- Sarah Neufeld – skrzypce, aranżacja instrumentów smyczkowych
- Owen Pallett – skrzypce, aranżacja instrumentów smyczkowych
- Michael Olsen – wiolonczela
- Pietro Amato – róg
- Anita Fust – harfa
- Sophie Trudeau – skrzypce w "Wake Up"
- Jessica Moss – skrzypce w "Wake Up"
- Gen Heistek – altówka w "Wake Up"
- Arlen Thompson – perkusja w "Wake Up"
- Arcade Fire – producent, aranżacje instrumentów smyczkowych, inżynieria dźwięku, nagrywanie
- Ryan Morey – mastering
- Tracy Maurice – cover art
- Hilary Treadwell – zdjęcia